# Darling in the Franxx
Darling in the Franxx (ダーリン・イン・ザ・フランキス?, Dārin in za Furankisu, in originale scritto DARLING in the FRANXX), ufficialmente abbreviato in DarliFra (ダリフラ?, DariFura), è una serie televisiva anime coprodotta da Trigger e A-1 Pictures, trasmessa in Giappone dal 13 gennaio al 7 luglio 2018. In seguito, sono stati creati due adattamenti manga, distribuiti sulla rivista Shōnen Jump+ di Shueisha tra il 14 gennaio 2018 e il 26 gennaio 2020.

## Trama
In un futuro prossimo l'umanità vive in grandi fortezze mobili chiamate plantation, sparse in un mondo divenuto una grande landa deserta. Puntualmente le plantation sono attaccate dagli stridiosauri, strane creature classificate in base alle loro dimensioni: per difendersi gli Adulti si sono dotati di robot giganti chiamati FranXX pilotabili solamente dai Bambini, più precisamente da un ragazzo e da una ragazza assieme.
Hiro è un membro della squadra a difesa della plantation 13, che a differenza dei suoi compagni non riesce a pilotare un FranXX assieme alla sua compagna Naomi; un giorno, nei pressi del lago all'interno della voliera, incontra una ragazza chiamata Zero Two che lo colpisce profondamente. Poco più tardi, mentre saluta Naomi che viene portata via perché incapace di utilizzare un FranXX, assiste all'assalto di uno stridiosauro alla sua plantation e vede Zero Two combattere a bordo del suo FranXX di nome Strelizia. Poiché sembra in difficoltà, visto che il suo compagno non è più in grado di combattere, Hiro decide di intervenire per aiutarla: la ragazza, dopo averlo tratto all'interno del FranXX, lo bacia, dicendogli di essere divenuto il suo darling. Pilotando assieme riescono a sconfiggere lo stridiosauro e per il momento Zero Two si unisce alla plantation 13.

## Terminologia
- Plantation: le plantation sono enormi fortezze mobili in cui risiedono i sopravvissuti della razza umana. Sono enormi cupole che ospitano al loro interno le città in cui vivono gli Adulti, mentre sulla sommità è presente il Mistilteinn (ミストルティン?, Misutorutin), struttura in cui vivono i Bambini o parasite. A differenza del resto della fortezza qui sono presenti foreste e specchi d'acqua. Ogni plantation ha un proprio nome: si conosce quello della tredicesima, Cerasus (セラスス?, Serasusu), e della ventiseiesima, Chrysanthemum (クリサンセマム?, Kurisansemamu).
- Parasite: i parasite sono i piloti dei FranXX, suddivisi in stamen (i ragazzi) e pistil (le ragazze). Il loro compito è quello di difendere le plantation dagli stridiosauri.
- Stridiosauri (叫竜?, Kyoryū): strane creature nemiche dell'umanità, suddivise in quattro classi: Conrad, Mohorovic, Gutenberg e Super Lehmann.

## Personaggi
Piloti del FranXX Strelizia (ストレリチア?, Sutorerichia)
Code 016 / Hiro (ヒロ?)
Doppiato da: Yūto Uemura (ragazzo), Ami Koshimizu (bambino)
Code 002 / Zero Two (ゼロツー?, Zero Tsū) / 9'℩ (ナインイオタ?, Nain Iota)
Doppiata da: Haruka Tomatsu
Piloti del Franxx Delphinium (デルフィニウム?, Derufiniumu)
Code 056 / Goro (ゴロー?, Gorō)
Doppiato da: Yūichirō Umehara (ep. 1-22), Daiki Hamano (ep. 23-24) (ragazzo), Natsumi Fujiwara (bambino)
Code 015 / Ichigo (イチゴ?)
Doppiata da: Kana Ichinose
Piloti del Franxx Argentea (アルジェンティア?, Arujentia)
Code 666 / Zorome (ゾロメ?)
Doppiato da: Mutsumi Tamura
Code 390 / Miku (ミク?)
Doppiata da: Nanami Yamashita
Piloti del Franxx Genista (ジェニスタ?, Jenisuta)
Code 326 / Mitsuru (ミツル?)
Doppiato da: Aoi Ichikawa (ragazzo), Saori Hayami (bambino)
Code 556 / Kokoro (ココロ?)
Doppiata da: Saori Hayami
Piloti del Franxx Chlorophytum (クロロフィッツ?, Kurorofittsu)
Code 214 / Futoshi (フトシ?)
Doppiato da: Hiroki Gotō
Code 196 / Ikuno (イクノ?)
Doppiata da: Shizuka Ishigami

## Media

### Anime
Annunciato ufficialmente il 2 luglio 2017 all'Anime Expo, il progetto anime originale, prodotto dagli studi di animazione Trigger e A-1 Pictures e diretto da Atsushi Nishigori con l'assistenza alla regia di Toshifumi Akai, è andato in onda dal 13 gennaio al 7 luglio 2018. La composizione della serie è a cura dello stesso Nishigori e di Naotaka Hayashi, mentre la supervisione delle scene d'azione è stata affidata a Hiroyuki Imaishi. Gli episodi sono stati trasmessi in streaming in simulcast, anche coi sottotitoli in lingua italiana, da Crunchyroll. Il 28 aprile 2018 (dopo l'episodio 16) e il 2 giugno 2018 (dopo l'episodio 19), al posto di un episodio regolare della serie è andato in onda un episodio speciale "playback special", sempre della durata di 24 minuti, con interviste ai doppiatori originali dei protagonisti, a Kentarō Yabuki, autore e disegnatore del manga, a Atsushi Nishigori, il regista dell'anime e a Naotaka Hayashi, il compositore della serie e della sceneggiatura.

#### Episodi
| Nº | Titolo italiano Giapponese 「Kanji」 - Rōmaji | In onda          | In onda |
| Nº | Titolo italiano Giapponese 「Kanji」 - Rōmaji | Giapponese       |         |
| 1  | Soli e solitari 「独りとヒトリ」 - Hitori to hitori | 13 gennaio 2018  |         |
| 1  | Nella Plantation 13 viene trasferita 002, una misteriosa ragazza soprannominata "Zero Two", che si dice possegga del sangue di Stridiosauro e che ammazzi tutti gli uomini con cui pilota il suo Franxx. La ragazza, mentre nuota nel lago, fa la conoscenza di Hiro (codice 016), uno Stamen della squadra 13. La partner di Hiro (Naomi, codice 703) lascia la squadra perché non è compatibile con lui, proprio durante l'attacco di uno Stridiosauro. Hiro incontra di nuovo Zero Two e le chiede di pilotare lo Strelizia assieme a lei. La ragazza accetta e lo bacia, poi entrano in azione e distruggono il mostro. Dopo il combattimento, Hiro esce illeso, ma senza nessun ricordo dell'accaduto. |                  |         |
| 2  | Essere connessi 「繋がるということ」 - Tsunagaru to iu koto | 20 gennaio 2018  |         |
| 2  | Hiro ha ancora i ricordi confusi riguardo alla sua prima esperienza da pilota sullo Strelizia, ma Zero Two lo rassicura dicendogli che lo ha fatto davvero; Hiro comunque vuole tornare a bordo del robot per accertarsene. Zero Two non è ben vista dai compagni della squadra 13, e Zorome è invidioso di Hiro per essere riuscito a pilotare prima di lui. La signorina Nana, responsabile dei Parasite, comunica ai Bambini che si occuperà ancora di loro, come fece al Garden, e che d'ora in poi inizieranno a pilotare dei veri Franxx: Goro e Ichigo piloteranno il Delphinium, Zorome e Miku l'Argentea, Futoshi e Kokoro lo Genista, Mitsuru e Ikuno il Chlorophytum. Viene programmata una battaglia simulata tra Franxx per valutare le capacità di Hiro, che proverà a pilotare il Delphinium con Ichigo, il leader della squadra innamorata di Hiro, contro l'Argentea. Dopo un attimo di successo, Hiro, che non prova nessun sentimento per la ragazza, perde la connessione con Ichigo e neanche un bacio tra di loro riesce a farli tornare in combattimento. |                  |         |
| 3  | Bambole da combattimento 「戦う人形」 - Tatakau ningyō | 27 gennaio 2018  |         |
| 3  | I ragazzi perdono la fiducia in Hiro, ma Ichigo resta l'unica a credere che può ancora diventare un Parasite. Zero Two porta Hiro a vedere la città e gli chiede di fuggire assieme a lei da quel posto senza vita. La squadra 13 dovrà affrontare la sua prima battaglia contro un piccolo Stridiosauro, ma le cose si mettono male e gli Stridiosauri diventano moltissimi. L'unica salvezza per i ragazzi è lo Strelizia, ma Hiro non è ancora autorizzato a pilotarlo. Toccherà a Mitsuru, che era rimasto alla base perché incompatibile con Ikuno, fare coppia con Zero Two e dimostrare a Hiro la sua incapacità. Tuttavia Mitsuru perde il controllo e, nonostante riesca a uccidere gli Stridiosauri, viene sottomesso da Zero Two, che riconosce Hiro come suo unico darling. |                  |         |
| 4  | Flap Flap 「フラップ・フラップ」 - Furappu Furappu | 3 febbraio 2018  |         |
| 4  | Hiro è più determinato a pilotare Zero Two, nonostante ciò che è successo a Mitsuru e la voce sull'Ammazza-Partner, secondo la quale ogni partner di Zero Two non sopravvive per più di tre pilotaggi. La Plantation 13 deve fare un "kissing" (un avvicinamento per scambiare risorse) con la Plantation 26, e l'attività attira degli Stridiosauri. La squadra 13 viene chiamata all'azione, ma si mette in difficoltà; lo Strelizia non può soccorrerli perché Zero Two viene prelevata all'improvviso per essere riportata in prima linea. Hiro la insegue e le rivela di essere diventato più sicuro di pilotare, dando a Zero Two un buon motivo per restare. I due ragazzi, finalmente felici, scappano dalle guardie e si preparano ad entrare in combattimento. Lo Strelizia scopre che lo Stridiosauro è uno solo e molto lungo, e con grande velocità lo trapassano tutto e gli rompono il nucleo, facendolo distruggere. |                  |         |
| 5  | Le tue spine, il mio marchio 「キミの棘、ボクのしるし」 - Kimi no toge, boku no shirushi | 10 febbraio 2018 |         |
| 5  | Il kissing tra le Plantation 13 e 26 sta per iniziare, ed entrambe le squadre di Parasite devono difenderle dagli Stridiosauri attirati dal carburante magmatico. La squadra 26, che è più esperta, si piazzerà in prima linea, la squadra 13 le coprirà le spalle e lo Strelizia difenderà il condotto di comunicazione. Tutti restano sconvolti dalla presenza dello Strelizia: il capitano della squadra 26 ha perso la fiducia in Zero Two perché, a causa sua, la sua compagna è morta in battaglia; la signorina Nana, Hachi e i compagni di Hiro temono per lui, perché potrebbe perdere la vita pilotando per la terza volta con Zero Two. Intanto Zero Two si trasferisce nella squadra 13, e per Ichigo sarà difficile sopportarla. Zero Two si rivela sempre più mostruosa quando dimostra che non le importano le sorti di Hiro; Ichigo vorrebbe reagire, ma si sente impotente su di lei. Hiro, dopo il secondo pilotaggio dello Strelizia, riporta sul petto delle strane cicatrici dal colore simile al sangue di Stridiosauro, ma vuole comunque salire a bordo con Zero Two. |                  |         |
| 6  | DARLING in the FRANXX 「ダーリン・イン・ザ・フランクス」 - Dārin in za Furankusu | 17 febbraio 2018 |         |
| 6  | Ichigo è preoccupata per Hiro perché nella prossima battaglia potrebbe lasciarci la vita, ma non trova le parole per dirglielo. Lo scontro con gli Stridiosauri è più duro del previsto, e la squadra 26 sembra non aver bisogno della squadra 13, ma presto finirà il carburante e lascerà la squadra 13, sola a combattere. Gli Stridiosauri si fondono in uno solo di classe Gutenberg. Ichigo elabora un piano secondo il quale dovranno aprire un varco nello Stridiosauro per far passare lo Strelizia e rompere il nucleo. Il colpo inflitto da Hiro non è abbastanza potente e lo Strelizia finisce sul muro della Plantation, continuamente martellato dallo Stridiosauro. Zero Two è isterica, ma Hiro si riprende e la fa tornare in sé, e assieme concludono la missione. |                  |         |
| 7  | L'intermezzo delle stelle cadenti 「流星モラトリアム」 - Ryūsei moratoriamu | 24 febbraio 2018 |         |
| 7  | Hiro e Zero Two entrano a far parte ufficialmente della squadra 13, come Parasite del Franxx Strelizia. L'APE intende sorvegliare Zero Two e assicurarsi che adempia il suo scopo nel Gran Crevasse. La squadra 13 ottiene il permesso per un giorno di vacanza al mare e i ragazzi si divertono molto. Dopo aver ascoltato un discorso tra Hiro e Zero Two, Zorome, Futoshi e Goro chiedono a Hiro che cos'è un bacio. I ragazzi vanno in esplorazione e scoprono una città abbandonata, e si accorgono che l'interno delle case è come quello del loro Mistilteinn. Kokoro si allontana e trova un libro sui bambini, che decide di tenere. Dopo aver cenato, Hiro e Ichigo passeggiano sul lungomare e ammirano la costellazione di Orione, la cui quindicesima stella è stata chiamata come Ichigo da Hiro quando erano bambini. Sotto le stelle cadenti, Ichigo esprime il desiderio di rimanere per sempre con Hiro. |                  |         |
| 8  | Maschi × Femmine 「男の子×女の子」 - Otoko no ko × Onna no ko | 3 marzo 2018     |         |
| 8  | Per via di un'incomprensione, le ragazze della squadra 13 decidono di vivere separate dai ragazzi. Questo comportamento è caratteristico della pubertà e, nonostante le regole dell'APE impongano di risolvere quanto prima la questione, il dottor Franxx vuole sapere come continuerà il litigio. Anche i ragazzi stuzzicano le ragazze e Zero Two ha in mente un piano per divertirsi di più: mentre le sue compagne sono nella vasca da bagno, dice ai ragazzi che il bagno è libero, facendoli incontrare nudi. Zero Two confida al suo darling, che lo ha fatto per sentirsi più umana. Nana e Hachi sono costretti ad interrompere la contesa e, sia i ragazzi che le ragazze capiscono che devono perdonarsi a vicenda e imparare a stare bene assieme, con le loro diversità. Miku trova in una stanza chiusa una fotografia della vecchia squadra 13, i cui membri sono tutti morti in battaglia. |                  |         |
| 9  | Triangle Bomb 「トライアングル・ボム」 - Toraianguru Bomu | 10 marzo 2018    |         |
| 9  | Goro, osservando Hiro e Zero Two insieme, si accorge di amare Ichigo, e lo confessa a Hiro, che fin dall'infanzia è stato il suo rivale in amore. Infatti Goro sa bene che Ichigo è innamorata di Hiro, e per questo motivo non ha mai potuto regalarle un fermacapelli. In un combattimento contro uno Stridiosauro, il Delphinium resta inglobato nel mostro e Goro fa espellere Ichigo. I superiori ordinano di ritirarsi per elaborare un piano: durante l'azione di recupero, se lo Stridiosauro uscirà dal loro controllo, la Plantation aprirà il fuoco contro di lui, e Goro rimarrebbe ucciso. Con l'aiuto dello Strelizia, Ichigo si intrufola nello Stridiosauro e rientra nel Delphinium, poco prima che Goro inneschi l'autodistruzione. Insieme sganciano una bomba ed escono dallo Stridiosauro, lasciandolo esplodere. Goro è sano e salvo e confessa a Ichigo di amarla, regalandole il fermacapelli. La ragazza, che non si aspettava una confessione del genere, lo ringrazia per essere il suo partner. |                  |         |
| 10 | La città dell'eternità 「永遠の街」 - Eien no machi | 17 marzo 2018    |         |
| 10 | I Bambini della squadra 13 ricevono una promozione e hanno il permesso di visitare la città; Zorome è il più felice perché ha sempre desiderato vedere dove vivono gli Adulti. Qui vengono ringraziati con una cerimonia per il loro impegno nella difesa della Plantation dagli Stridiosauri. La cerimonia termina presto e così i ragazzi possono passeggiare per la città, ma Zorome si allontana dal gruppo e si ferisce. Al suo risveglio si ritrova nella casa di un'anziana signora che lo ha raccolto e curato. Prima di chiamare le forze dell'ordine, la signora accetta la richiesta di Zorome di parlare un po' con lui sul suo stile di vita. La signora ha anche un marito ma non si parlano mai, perché non ne sentono il bisogno. Zorome non sembra essere soddisfatto dalla sua esperienza e riconosce che il suo rapporto, seppur litigioso, con la sua partner Miku è più bello di quello che instaurano gli Adulti tra di loro. |                  |         |
| 11 | Partner Shuffle 「パートナーシャッフル」 - Pātonā Shaffuru | 24 marzo 2018    |         |
| 11 | Mitsuru ricorda di essere rimasto deluso da una promessa fatta con Hiro nella loro infanzia e non riesce più a pilotare il Chlorophytum con Ikuno. Per venire a capo del problema, Nana e Hachi permettono a tutta la squadra 13 di fare dei test di pilotaggio con un partner differente dal loro, un "partner shuffle". Ikuno vuole provare a collegarsi con Ichigo nel Delphinium, ma il test fallisce perché non si è usato uno Stamen. Mitsuru prova a connettersi con Kokoro nel Genista, e i due sembrano essere compatibili. Futoshi è avvilito per aver perso la sua partner Kokoro, e d'ora in poi dovrà pilotare con Ikuno nel Chlorophytum. Nel successivo combattimento contro uno Stridiosauro, Mitsuru non riesce a dare il meglio di sé, e si scusa con Kokoro per la delusione che le ha recato. La ragazza, però, gli dimostra di dover avere più fiducia in sé stessi e nelle altre persone, anche quando non mantengono le promesse fatte in passato. Dopo aver vinto la battaglia, Mitsuru promette a Futoshi che proteggerà sempre Kokoro da tutti i pericoli. |                  |         |
| 12 | Garden / Il giardino dell'inizio 「ガーデン／始まりの庭」 - Gāden / Hajimari no niwa | 31 marzo 2018    |         |
| 12 | I ragazzi della squadra 13 vengono portati nel Garden, più precisamente nel Lab (il laboratorio di ricerca) per sottoporsi a dei test. Il Garden è il luogo dove si sviluppano e si curano i Parasite. Qui incontrano i Nine's, le forze speciali sotto il diretto controllo dell'APE; in precedenza Zero Two è appartenuta a quella squadra e veniva chiamata Nine Iota. Il capitano dei Nine's si stupisce per la coincidenza e si complimenta con i suoi nuovi compagni di squadra per la bravura nell'averla addomesticata. I ragazzi girando per l'edificio ritrovano i posti della loro infanzia e desiderano capire più cose sulle loro origini. Il capitano dei Nine's mette in guardia Ichigo della vera natura di Zero Two, che è sempre più nervosa e vuole diventare in fretta un essere umano uccidendo più Stridiosauri possibile. Hiro le chiede di non cambiare, rivelandole di essersi innamorato di lei così com'era prima, ma a Zero Two non interessano i sentimenti: adesso vuole prendere tutta l'energia vitale del suo darling e nel farlo, mostra il suo vero aspetto, quello di un mostro. |                  |         |
| 13 | Il demone e il principe 「まものと王子様」 - Mamono to ōji-sama | 7 aprile 2018    |         |
| 13 | Durante il combattimento, a Hiro tornano in mente dei ricordi della sua infanzia. All'interno del Garden ha conosciuto tutti i suoi amici e ha dato un nome a ciascuno di loro, ma gli Adulti non erano d'accordo con la sua iniziativa. Poi un giorno è arrivata una bambina diversa da loro, Hiro desiderava incontrarla ma gli Adulti non glielo permettevano. Hiro (riconosciuto dal codice 016) aveva un codice della prima decina a doppia cifra, quindi era considerato speciale rispetto agli altri Bambini. Desiderava sapere di più e poneva sempre delle domande agli Adulti, ma perché non poteva sapere? Un giorno la sua troppa curiosità lo ha portato troppo vicino alla verità: la nuova bambina non era umana e, avendo visto come gli Adulti la torturavano per studiarla, Hiro decide di scappare insieme a lei. La bambina è riconosciuta dal codice 002 ma Hiro la chiama "Zero Two". Quest'ultima porta con se un libro illustrato e, come i due personaggi della fiaba narrata, Hiro e Zero Two si promettono di rimanere sempre insieme malgrado la loro diversità. Purtroppo la loro fuga non dura molto e gli Adulti li trovano e li separano. La mente di Hiro torna al presente, e scopre che anche Zero Two si è appena ricordata del passato. |                  |         |
| 14 | Peccato e confessione 「罪と告白」 - Tsumi to kokuhaku | 14 aprile 2018   |         |
| 14 | Dopo la battaglia, anche Zero Two ricorda la sua esperienza d'infanzia con Hiro. Nel frattempo, Hiro viene ricoverato in ospedale mentre Ichigo e le sue amiche vietano a Zero Two di vederlo. Mentre Hiro riposa, la squadra 13 viene informata che prenderanno parte ad un'operazione su larga scala che coinvolge i Nine's e le squadre provenienti da varie Plantation, mentre Zero Two sarà ri-trasferita ai Nine's. Prima dell'inizio dell'operazione, la squadra 13 si impegna in tutti i modi a prevenire l'incontro tra Hiro e Zero Two. Alla fine Zero Two li convince a farglielo vedere, ma Hiro lascia la sua stanza per incontrarla e così scoprono la sua stanza vuota. Credendo di essere stata ingannata, Zero Two attacca i componenti della squadra 13, proprio mentre Hiro ritorna nella sua stanza; vedendo il suo comportamento, la rimprovera, chiamandola mostro. Zero Two a questo punto crede che questa sia la sua punizione per le sue azioni passate e accetta di tornare ai Nine's. Mentre l'operazione sta per iniziare, Zero Two lascia il dormitorio per ricongiungersi ai Nine's. Proprio in quel momento Hiro decide di seguirla, ma Ichigo lo trattiene e con un bacio gli confessa i suoi sentimenti per lui. |                  |         |
| 15 | L'uccello che condivide le ali 「比翼の鳥」 - Hiyoku no tori | 21 aprile 2018   |         |
| 15 | La squadra 13 entra nel campo di battaglia a fianco dei Nine's e altre squadre, ma senza Hiro. Lo Strelizia non rispetta i comandi degli altri e Zero Two sembra impazzita. Hiro decide di entrare in azione e con un mezzo di fortuna entra nello Strelizia e calma Zero Two, con il permesso di Goro e degli altri suoi compagni. Hiro e Zero Two si perdonano a vicenda per quello che hanno commesso e dichiarano apertamente il loro amore. Ichigo ci rimane male, ma accetta il fatto con una lacrima di tristezza. Lo Strelizia diventa tutto rosso e i due darling lo portano a sconfiggere gli Stridiosauri. |                  |         |
| 16 | Le nostre giornate 「ぼくたちの日々」 - Bokutachi no hibi | 5 maggio 2018    |         |
| 16 | La squadra 13 ha vinto la battaglia e il dr. Franxx ordina di lasciarli soli a Mistilteinn, nella loro residenza, senza domestici e in completa autonomia. I ragazzi non ricevono più nessuna comunicazione e nonostante qualche preoccupazione continuano a vivere felici, passando le giornate divertendosi, consapevoli della responsabilità di mantenersi da soli. Anche Zero Two si è integrata del tutto nella squadra ed è diventata educata e gentile, proprio come un essere umano. I ragazzi capiscono che il loro posto nella vita non è solo dentro i Franxx, e sono sicuri che finché saranno tutti assieme potranno sentirsi al sicuro da qualsiasi pericolo. |                  |         |
| 17 | Eden 「楽園」 - Rakuen | 12 maggio 2018   |         |
| 17 | A Hiro iniziano a crescere delle corna sulla fronte e Zero Two non sa se succede perché pilota assieme a lei o perché da piccolo ha ingerito il suo sangue. Il Padre manda i Nine's a monitorare di persona la situazione della squadra 13 e il loro capo scopre che Kokoro possiede un libro sul primo parto. È da tempo che la ragazza sogna di avere un figlio per lasciare nel mondo una parte di sé quando non ci sarà più, ma quando lo propone a Mitsuru, lui non la capisce essendo ancora in meditazione per il bacio che Kokoro gli diede. Il capo dei Nine's svuota il sacco davanti a tutti dicendo che è severamente proibito procreare, secondo le leggi del Padre ma Kokoro non cambia idea. Hiro parla a Mitsuru del suo rapporto con Zero Two, che lui definisce amore. Mitsuru si accorge che anche la relazione che c'è tra lui e Kokoro è così, perciò alla fine soddisfà il suo desiderio. |                  |         |
| 18 | Quando fioriscono i ciliegi 「桜の花が咲く頃に」 - Sakura no hana ga saku koro ni | 19 maggio 2018   |         |
| 18 | Hiro propone a Kokoro e Mitsuru l'idea di sposarsi, come ha letto in un libro, e la coppia accetta. Futoshi vorrebbe fare almeno da testimone nella cerimonia. Ikuno si dichiara innamorata a Ichigo ma sa di infrangere le regole della natura e di compatibilità per pilotare i Franxx, Ichigo la aiuta a non cedere alle debolezze della vita. Durante il matrimonio irrompono i Nine's che, sotto ordini del padre, prelevano Kokoro e Mitsuru per cancellare loro la memoria. Il resto della squadra 13 viene trasferito e inizia a stancarsi della società in cui stanno vivendo. |                  |         |
| 19 | Esseri disumani 「人ならざるモノたち」 - Hito narazaru mono-tachi | 26 maggio 2018   |         |
| 19 | Il Dr. Franxx ricorda il suo passato quando era ancora uno scienziato di nome Werner Frank, assunto dall'APE per rendere gli esseri umani immortali con il carburante magmatico. Questa fonte di energia alternativa è stata scoperta dall'APE anni addietro, ma a causa di continue estrazioni dal sottosuolo, la desertificazione del pianeta è sempre più ingente. Gran parte dell'umanità sceglie di diventare immortale, anche al costo di perdere le proprie funzioni riproduttive, e l'APE crea le strutture Plantation per difendere le persone dalla desertificazione. All'improvviso sono spuntate dal nulla delle creature distruttive, gli Stridiosauri, che miravano ad attaccare le sorgenti di carburante magmatico. Il dottor Frank è incaricato di realizzare un'arma che possa difendere l'umanità dagli Stridiosauri. Dopo diversi tentativi falliti che costarono diverse vite, tra cui la moglie di Werner, Karina Milsa, fu istituito l'attuale sistema dei Parasite (anche noti come "Bambini") come piloti dei Franxx. Durante una spedizione per incontrare la principessa degli Stridiosauri, Werner perde il suo braccio sinistro, ma torna con un campione di capelli tra le mani, che usa per plasmare Zero Two. Tornando al presente, Hiro e gli altri chiedono al Padre di ripristinare i ricordi di Kokoro e Mitsuru, ma apprendono che non è più possibile farlo. Allora la squadra si accorda con il Padre per essere liberati dal lavoro di piloti una volta che la guerra contro gli Stridiosauri sarà finita. |                  |         |
| 20 | Nuovo mondo 「新しい世界」 - Atarashii sekai | 9 giugno 2018    |         |
| 20 | I dirigenti dell'APE ordinano a Hiro e Zero Two di governare tramite lo Strelizia la Star Entity, l'arma più potente degli Stridiosauri che hanno appena conquistato con il Gran Crevasse. Nel contempo le altre squadre devono difendere la base durante la procedura di agganciamento. In questo scontro, Kokoro e Mitsuru tornano a pilotare assieme lo Genista, ma Mitsuru avverte un mal di testa improvviso. La fusione tra Star Entity e Strelizia viene interrotta dalla principessa degli Stridiosauri (codice 001) che vuole rientrare in possesso dell'arma. Il dottor Franxx, che è sempre stato attratto da lei, le dice che non riuscirà mai a manovrare la Star Entity da sola, ed essendo lei l'ultimo esemplare di Homo Klazōsàuros sopravvissuto, si offre come suo compagno. 001 lo rifiuta e si avvicina allo Strelizia, allontana Zero Two definendola un'"imitazione", e con un bacio a Hiro si connette allo Strelizia. Il dr. Franxx rivela un'importante verità, e cioè che i Franxx sono degli Stridiosauri geneticamente modificati per essere pilotati dagli esseri umani e distruggere gli altri Stridiosauri. Lo Strelizia si aggancia alla Star Entity diventando Strelizia Apus. In quel momento, i piani dell'APE di portare la Star Entity e la Hringhorni nello spazio come armi da combattimento, crollano e si viene a sapere il loro vero volto: loro appartengono ai VIRM, degli invasori spaziali che gli Stridiosauri sconfissero in antichità, e che al loro ritorno, sotto la veste dell'APE, hanno ingannato gli esseri umani per distruggere gli Stridiosauri, in realtà loro alleati. Ma sta per attivarsi l'ultimo asso nella manica dei VIRM: la Star Entity, opportunamente riprogrammata, si sta trasformando in una bomba perché connessa con la principessa degli Stridiosauri, e la potenza dell'esplosione farà scomparire tutta la Terra. |                  |         |
| 21 | Per te, amore mio 「大好きなあなたのために」 - Daisuki na anata no tame ni | 16 giugno 2018   |         |
| 21 | La squadra 13 non sa più per chi combattere e va nel Gran Crevasse ad aiutare Hiro e Zero Two, ma i Nine's li fermano dicendo loro di continuare ad attenersi agli ordini del Padre; per la loro cocciutaggine i Nine's verranno decimati dai mostri sguinzagliati dai VIRM. Nel frattempo i dirigenti dell'APE vengono sconfitti definitivamente dai superiori VIRM, che estraggono le anime dai loro corpi. La principessa degli Stridiosauri sembra essersi arresa ai VIRM, ma Hiro crede ancora di potersi salvare e prova a connettersi con lei. La connessione ritarda l'esplosione della Star Entity attivando la modalità Stampede. La principessa racconta a Hiro il passato del pianeta: più di sessanta milioni di anni fa, sulla Terra vivevano gli Homo Klazōsàuros che, quando sono arrivati i VIRM, hanno combattuto e sono riusciti ad allontanarli dal pianeta, sacrificando la loro civiltà. Consapevoli di dover tornare a combattere, si sono rifugiati nel sottosuolo dove alcuni sono diventati carburante magmatico, e altri Stridiosauri. Zero Two è stata clonata da 001 per poter pilotare la Star Entity, in quanto solo un Homo Klazōsàuros può farlo. Il dottor Franxx e i ragazzi della squadra 13 aiutano Zero Two a ricollegarsi con Hiro nella Star Entity, e mantenere la promessa di non abbandonare il suo darling. La principessa si meraviglia del loro rapporto affettivo, del quale si era dimenticata a favore del carattere combattivo, e dona loro tutta la sua forza. I due darling rompono la Star Entity e attivano lo Strelizia Apus, che il dottor Franxx riesce a vedere prima di morire. I VIRM si ritirano portando con sé solo la lancia costruita usando gli Stridiosauri. Dopo un momento di forza, Zero Two perde le corna e non reagisce più. |                  |         |
| 22 | Stargazer 「スターゲイザー」 - Sutāgeizā | 23 giugno 2018   |         |
| 22 | Lo Strelizia Apus e gli Stridiosauri lasciano il pianeta per combattere nello spazio contro i VIRM, mentre i protagonisti restano sulla Terra e coltivano un orto per sopravvivere. Kokoro sente dei malori, viene visitata e si palesa il suo stato di gravidanza; né nei né Mitsuru sanno che cosa fare. Hachi e la vecchia Nana tornano a curarsi dei ragazzi su richiesta del dr. Franxx. I ragazzi constatano che le loro coltivazioni sono morte prima di fruttare a causa del terreno privo di vita per l'assenza di carburante magmatico, ma Hachi suggerisce a Goro di provare a coltivare nei Mistilteinn, immuni alla desertificazione. Hiro posa le sue corna su quelle di Zero Two e sente che la sua essenza vitale è rimasta legata allo Strelizia Apus nello spazio, mentre il suo corpo sta subendo le ferite del combattimento. Hiro decide di andarla a ritrovare con una navicella degli Stridiosauri, ma Goro ripudia la sua idea, tentando di convincerlo a considerare la situazione dei suoi amici. Tuttavia il giorno dopo, i ragazzi e i tre membri rimasti dei Nine's si uniranno a lui per andare a combattere nello spazio. |                  |         |
| 23 | Darling in the Franxx 「ダーリン・イン・ザ・フランキス」 - Dārin in za Furankisu | 30 giugno 2018   |         |
| 23 | Hiro, Goro, Ichigo, Futoshi, Ikuno, e i tre membri rimasti dei Nine's partono alla volta dello spazio per salvare l'anima di Zero Two; a rimanere sulla Terra sono Kokoro, Mitsuru e il corpo di Zero Two. I ragazzi sfruttano un modulo compatibile con i Franxx costruito apposta dagli Stridiosauri per poter volare fuori dall'atmosfera terrestre. Hiro viene accolto come Stamen nel Franxx di Nine Alfa, che, come tutti i Nine's, può pilotare sia come Stamen che come Pistil. Giunti nello spazio, i ragazzi capiscono che lo Strelizia Apus non è in grado di difendersi da solo dai VIRM, gli manca uno Stamen, e l'unico partner che potrebbe desiderare non è altri che Hiro. Alfa reca Hiro nello Strelizia Apus e si suicida, lanciandosi contro i nemici. Sulla Terra, Kokoro cerca di curare Zero Two dalle ferite improvvise ma Mitsuru è preoccupato per lei. Malgrado i loro ricordi non siano mai ritornati, il loro sentimento rifiorisce: Mitsuru ha un solo desiderio, quello di proteggere Kokoro e il loro futuro bambino. Hiro fatica a connettersi con lo Strelizia, perché Zero Two, consapevole di essere un mostro, non vuole più stare con lui per non rovinargli l'esistenza. Ma nella dimensione onirica del vecchio libro illustrato, Hiro le confessa che vuole mantenere la promessa che si erano fatti, e che stare con lei è il suo unico desiderio; alla fine Zero Two cambia idea. Di conseguenza, il corpo di Zero Two si pietrifica, e la sua anima si fonde con l'Apus in una cosa sola: il Vero Strelizia Apus, dal volto vivente di Zero Two e la forza splendente della volontà. Il nuovo Strelizia spazza via un gran numero di VIRM, ma proprio in quel momento, dai satelliti Fobos e Deimos, partono due raggi che aprono il Warp Gate, un passaggio costruito in passato dagli Homo Klazōsàuros che Hiro e Zero Two devono attraversare per ultimare la guerra. I loro compagni di squadra non sono per niente d'accordo, perché sanno che potrebbero non fare più ritorno, ma il portale sta per chiudersi, e si rendono conto che non c'è nient'altro che si possa fare. Ichigo augura a tutti e due di tornare vittoriosi, per continuare a vivere felicemente insieme.      |                  |         |
| 24 | Non lasciarmi 「わたしを離さないで」 - Watashi o hanasanaide | 7 luglio 2018    |         |
| 24 | Sulla Terra i ragazzi della squadra 13 si trasferiscono nel Mistilteinn per poter coltivare. Nasce la figlia di Kokoro e Mitsuru che, i due neo-genitori decidono di chiamare Ai (愛?), che significa "amore". Goro decide di fare un'esplorazione in giro per il mondo, anche per aiutare le ricerche di Ikuno, ma prima di partire dà il suo primo bacio a Ichigo. Sono passati due anni dall'attraversamento del Warp Gate e, grazie ad Ai, i ragazzi si accorgono che c'è ancora un collegamento tra il corpo di Zero Two pietrificato e il Vero Strelizia Apus, perciò decidono di sostenere Hiro e Zero Two con delle preghiere e dei racconti delle loro nuove vite. Hiro, che in quel momento stava per perdere ogni coscienza di sé, riesce a sentire le voci dei suoi amici, e si ricongiunge con Zero Two. I VIRM distruggono l'Apus, ma l'essenza dorata dello Strelizia riesce a distruggere la Hringhorni e la base degli alieni. I VIRM non sono definitivamente sconfitti, e Hiro e Zero Two si fondono in una cosa sola come il Jian, l'uccello che condivide le ali, e le loro anime si disperdono nello spazio per poi ritornare sulla Terra, con la promessa di reincarnarsi e innamorarsi di nuovo. La statua di Zero Two si frantuma lasciando posto ad una piantina, e gli Stridiosauri tornano a casa fondendosi con il terreno; in rispetto dei loro sforzi per salvare la Terra, l'umanità decide di non usare mai più il carburante magmatico, impegnandosi a trovare fonti di energia alternativa. Sei anni dopo, i ragazzi della squadra 13 sono cresciuti e, sotto la guida di Nana e Hachi, stanno iniziando a fondare una nuova civiltà di cui i loro figli saranno i primi benefattori. Tutti insieme, dopo aver disegnato il finale del libro illustrato, ringraziano Hiro e Zero Two perché è proprio da loro che hanno imparato a vivere insieme nell'amore, esattamente come fanno gli esseri umani. Gli anni passano e il genere umano prospera nuovamente; una bambina simile a Zero Two inciampa su una radice del grande albero, incontrando per caso un bambino identico a Hiro. Questi la aiuta ad alzarsi e poi si presenta, dicendole il suo nome. E così, una nuova storia comincia... |                  |         |

#### Sigle
Apertura
- Kiss of Death di Mika Nakashima e Hyde[8]

Chiusura
- Torikago (トリカゴ?) (ep. 1-6)
- Manatsu no setsuna (真夏のセツナ?) (ep. 7)
- Beautiful World (ep. 8-12, ep. 14)
- Hitori (ひとり?) (ep. 13)
- escape (ep. 16-20)
- Dārin (ダーリン?) (ep. 21-23)

Tutte le sigle di chiusura sono composte da Katsuhiko Sugiyama e interpretate dal gruppo XX:me (pronunciato "Kiss me") composto dalle doppiatrici delle protagoniste femminili della serie: Haruka Tomatsu, Kana Ichinose, Nanami Yamashita, Saori Hayami e Shizuka Ishigami.

### Manga

Copertina del primo volume dell'edizione italiana, raffigurante Zero Two

Dal 14 gennaio 2018 al 26 gennaio 2020, sulla rivista digitale Shōnen Jump+, è stato pubblicato il manga omonimo tratto dall'anime, scritto da Code:000 e disegnato da Kentarō Yabuki.
In Italia la serie è stata annunciata da Star Comics che l'ha pubblicata dal 13 ottobre 2021 al 7 dicembre 2022 nella collana Fan.
Un secondo adattamento manga, in formato yonkoma, scritto e disegnato da Mato, venne distribuito sulla stessa rivista dalla stessa casa editrice pure il 14 gennaio 2018 fino all'11 luglio dello stesso anno, pubblicando un solo volume tankobon.

#### Volumi
| 1 | 2 febbraio 2018           | ISBN 978-4-08-881454-4 | 13 ottobre 2021 | ISBN 978-88-226-2600-4 |
| 1 | Capitoli - Capitoli 1-4   |                        |                 |                        |
| 2 | 2 maggio 2018             | ISBN 978-4-08-881493-3 | 8 dicembre 2021 | ISBN 978-88-226-2651-6 |
| 2 | Capitoli - Capitoli 5-12  |                        |                 |                        |
| 3 | 4 ottobre 2018            | ISBN 978-4-08-881620-3 | 9 febbraio 2022 | ISBN 978-88-226-2975-3 |
| 3 | Capitoli - Capitoli 13-20 |                        |                 |                        |
| 4 | 4 febbraio 2019           | ISBN 978-4-08-881752-1 | 6 aprile 2022   | ISBN 978-88-226-3064-3 |
| 4 | Capitoli - Capitoli 21-28 |                        |                 |                        |
| 5 | 2 maggio 2019             | ISBN 978-4-08-881854-2 | 8 giugno 2022   | ISBN 978-88-226-3243-2 |
| 5 | Capitoli - Capitoli 29-36 |                        |                 |                        |
| 6 | 4 settembre 2019          | ISBN 978-4-08-882048-4 | 10 agosto 2022  | ISBN 978-88-226-3344-6 |
| 6 | Capitoli - Capitoli 37-43 |                        |                 |                        |
| 7 | 4 gennaio 2020            | ISBN 978-4-08-882196-2 | 12 ottobre 2022 | ISBN 978-88-226-3471-9 |
| 7 | Capitoli - Capitoli 44-52 |                        |                 |                        |
| 8 | 3 aprile 2020             | ISBN 978-4-08-882277-8 | 7 dicembre 2022 | ISBN 978-88-226-3630-0 |
| 8 | Capitoli - Capitoli 53-60 |                        |                 |                        |

## Accoglienza
Nel primo semestre del 2018, Darling in the Franxx è stata una delle parole più cercate sul motore di ricerca Yahoo!.
Un redattore di IGN consigliò tredici anime da vedere durante l'inverno 2018 e tra questi titoli menzionò anche Darling in the Franxx.
Nel 2019, il brano Kiss of Death ha vinto il premio come miglior sigla iniziale ai Crunchyroll Anime Awards.
James Beckett di Anime News Network considerò la serie come il peggior anime uscito nel 2018. Danny Forster di The Gamer classificò a sua volta la serie come una delle peggiori uscite nel corso dell'anno.
Per via del suo finale non ebbe molto successo successivamente, ma grazie al manga e agli aventi della serie riuscì a riscuotere un grande numero di fan. Tutt'ora su Crunchyroll è uno degli anime con quotazione più alta con 4.8/5.0 .